# Pinotta
Personnages
Pinotta est une idylle ou opéra en 2 actes composé par Pietro Mascagni sur un livret de Giovanni Targioni-Tozzetti. L'opéra eut sa première représentation réussie le 23 mars 1932 au Teatro del Casino de Sanremo.

## Opéra
Pinotta est une reprise de deux premières œuvres de Mascagni : la cantate In Filanda (1881)  et la chanson La tua stella (1882). Le livret est l'œuvre de Giovanni Targioni-Tozzetti, un collaborateur assez assidu du compositeur, et raconte l'amour de Baldo, un ouvrier, pour Pinotta, une jeune fileuse dans l'atelier d'Andrea. Finalement, Baldo et Pinotta se marient. L'œuvre connut un grand succès et fut jouée à de nombreuses reprises à Florence, Naples, Rome, Turin et d'autres villes. Aujourd'hui, cependant, ce n'est plus un titre du répertoire et ses représentations sont plus que rares.

## Les rôles
| Rôle             | Voix    | Distribution de la première, 23 mars 1932 (Directeur : Pietro Mascagni) |
| ---------------- | ------- | ----------------------------------------------------------------------- |
| Pinotta          | soprano | Mafalda Favero                                                          |
| Audacieux        | ténor   | Alessandro Ziliani                                                      |
| André            | baryton | Ernesto Badini                                                          |
| premier zéphyr   | soprano | Nerina Ferrari                                                          |
| selon zéphyr     | alto    | Rita Melis                                                              |
| troisième zéphyr | alto    | Carmen Tornari                                                          |

## Enregistrements
Il n'existe que deux enregistrements live de Pinotta :
- 1974 : Maria Luisa Cioni (Pinotta), Giuseppe Vertechi (Baldo), Lino Puglisi (Andrea) - Orchestre RAI, Gennaro D'Angelo - Unique Opera Records Co.
- 1995 : Gloria Guida Borelli (Pinotta), Antonio De Palma (Baldo), Thomas Mürk (Andrea) - Brussels Festival Orchestra, Dirk de Caluwé - Bongiovanni

## Noter
1. ↑   V. anche Pellegrini - Vianesi
2. ↑  Premiere cast from Casaglia (2005)